# Чон Мі Ра
Чон Мі Ра (нар. 6 лютого 1978) — колишня південнокорейська тенісистка.
Найвищу одиночну позицію світового рейтингу — 129 місце досягла 3 лютого 2003, парну — 120 місце — 18 жовтня 2004 року.
Здобула 7 одиночних та 1 парний титул.
Завершила кар'єру 2005 року.

## Фінали турнірів WTA

### Парний розряд: 1 (1 перемога)
| Перемога — Легенда            |
| ----------------------------- |
| Турніри Великого шолома (0–0) |
| Tier I (0–0)                  |
| Tier II (0–0)                 |
| Tier III, IV & V (1–0)        |

| Результат | Дата          | Місце                                                  | Покриття | Партнерка | Суперниці             | Рахунок       |
| --------- | ------------- | ------------------------------------------------------ | -------- | --------- | --------------------- | ------------- |
| Перемога  | 3 жовтня 2004 | Hansol Korea Open Tennis Championships, Південна Корея | Тверде   | Чо Юн Чон | Чжуан Цзяжун Сє Шувей | 6–3, 1–6, 7–5 |

## Фінали ITF

### Одиночний розряд (7–12)
| Легенда         |
| --------------- |
| турніри $50,000 |
| турніри $25,000 |
| турніри $10,000 |

| Результат | Ранг | Дата              | Турнір                      | Покриття | Суперниця            | Рахунок          |
| --------- | ---- | ----------------- | --------------------------- | -------- | -------------------- | ---------------- |
| Перемога  | 1.   | 13 червня 1993    | Сеул, Південна Корея        | Тверде   | Kim Yeon-sook        | 6-3 1-6 7-5      |
| Перемога  | 2.   | 12 вересня 1993   | Тайбей, Chinese Taipei      | Тверде   | Вен Цзитін           | 1-6 6-3 7-5      |
| Поразка   | 3.   | 28 листопада 1993 | Бангкок, Таїланд            | Тверде   | Чхой Йон Ча          | 6-2, 4-6, 3-6    |
| Поразка   | 4.   | 13 грудня 1993    | Маніла, Філіппіни           | Тверде   | Choi Ju-yeon         | 2–6, 4–6         |
| Поразка   | 5.   | 20 березня 1995   | Бандар-Сері-Бегаван, Бруней | Тверде   | Choi Ju-yeon         | 4–6, 4–6         |
| Поразка   | 6.   | 4 травня 1997     | Ґіфу, Японія                | Трава    | Керрі-Енн Г'юз       | 5-7, 5-7         |
| Перемога  | 7.   | 13 серпня 2000    | Нонтхабурі, Таїланд         | Тверде   | Чхой Йон Ча          | 6-1 6-3          |
| Поразка   | 8.   | 20 серпня 2000    | Нонтхабурі, Таїланд         | Тверде   | Сучанун Віратпрасерт | 5-7 6-1 1-6      |
| Перемога  | 9.   | 17 вересня 2000   | Осака, Японія               | Тверде   | Чан Кйон Мі          | 7–6(4), 6–1      |
| Поразка   | 10.  | 14 січня 2001     | Таллахассі, США             | Тверде   | Джакелін Трейл       | 4-6 4-6          |
| Перемога  | 11.  | 10 червня 2001    | Гілтон-Гед-Айленд, США      | Тверде   | Енслі Карґілл        | 7–6(4), 6–1      |
| Перемога  | 12.  | 24 червня 2001    | Істон (Меріленд), США       | Тверде   | Джулія Дітті         | 6–4, 7–6(4)      |
| Поразка   | 13.  | 14 квітня 2002    | Хошимін, В'єтнам            | Тверде   | Сунь Тяньтянь        | 3-6 4-6          |
| Перемога  | 14.  | 30 липня 2001     | Сеул, Південна Корея        | Ґрунт    | Флавія Пеннетта      | 4-6 6-4 6-1      |
| Поразка   | 15.  | 8 травня 2002     | Фукуока, Японія             | Трава    | Ванесса Вебб         | 0-6 4-6          |
| Поразка   | 16.  | 8 червня 2003     | Сеул, Південна Корея        | Тверде   | Сє Яньцзе            | 3-6 4-6          |
| Поразка   | 17.  | 30 листопада 2003 | Маунт-Гамбір, Австралія     | Тверде   | Елісе Тамаела        | 7–5, 6–7(4), 1–6 |
| Поразка   | 18.  | 2 травня 2004     | Ґіфу, Японія                | Килим    | Ана Іванович         | 4-6 6-2 5-7      |
| Поразка   | 19.  | 1 серпня 2004     | Лексінгтон (Кентуккі), США  | Тверде   | Каміль Пен           | 5-7 3-6          |

### Парний розряд (12–14)
| Результат | Ранг | Дата              | Турнір                                 | Покриття  | Партнерка           | Суперниці                            | Рахунок          |
| --------- | ---- | ----------------- | -------------------------------------- | --------- | ------------------- | ------------------------------------ | ---------------- |
| Поразка   | 1.   | 12 вересня 1993   | Тайбей, Chinese Taipei                 | Тверде    | Paek Jeong-hee      | Chang Dong-mi Kim Hye-jeong          | 3-6 5-7          |
| Поразка   | 2.   | 13 грудня 1993    | Маніла, Філіппіни                      | Тверде    | Choi Ju-yeon        | Ацуко Сінтані Харуко Сіґекава        | 4–6, 2–6         |
| Поразка   | 3.   | 16 травня 1994    | Пекін, КНР                             | Тверде    | Yoo Kyung-sook      | Чхой Йон Ча Choi Ju-yeon             | 2–6, 3–6         |
| Поразка   | 4.   | 11 серпня 1996    | Таракан (місто), Індонезія             | Тверде    | Бенджамас Сангарам  | Аннабел Еллвуд Керрі-Енн Г'юз        | 3-6, 2-6         |
| Поразка   | 5.   | 23 березня 1997   | Нода, Японія                           | Тверде    | Чхой Йон Ча         | Хосокі Юко Наґатомі Кейко            | 2-6, 2-6         |
| Поразка   | 6.   | 16 липня 2000     | Джакарта, Індонезія                    | Тверде    | Чхе Кйон І          | Іраваті Іскандар Вукірасіх Савондарі | w/o              |
| Перемога  | 7.   | 16 липня 2000     | Джакарта, Індонезія                    | Тверде    | Вукірасіх Савондарі | Choi Jin-young Акіко Кінебуті        | 3–6, 7–5, 7–6(4) |
| Перемога  | 8.   | 13 серпня 2000    | Нонтхабурі, Таїланд                    | Тверде    | Чхе Кйон І          | Чхой Йон Ча Kim Eun-sook             | 6–3, 6–2         |
| Поразка   | 9.   | 20 серпня 2000    | Нонтхабурі, Таїланд                    | Тверде    | Чхе Кйон І          | Чхой Йон Ча Kim Eun-sook             | 6–1, 1–6, 1–6    |
| Перемога  | 10.  | 10 вересня 2000   | Ібаракі, Японія                        | Тверде    | Хісамацу Сіхо       | Чан Кйон Мі Чхе Кйон І               | 6–3, 6–3         |
| Поразка   | 11.  | 17 вересня 2000   | Осака, Японія                          | Тверде    | Хісамацу Сіхо       | Аманда Огастус Емі Дженсен           | 3–6, 2–6         |
| Перемога  | 12.  | 24 вересня 2000   | Кіото, Японія                          | Килим (i) | Хісамацу Сіхо       | Чхе Кйон І Чан Кйон Мі               | 7–6(4), 7–5      |
| Поразка   | 13.  | 28 жовтня 2000    | Сеул, Південна Корея                   | Тверде    | Чо Юн Чон           | Суріна Де Беер Марлен Вайнгартнер    | 2-4, 1-4, 4-1    |
| Перемога  | 14.  | 26 березня 2001   | Стоун-Маунтін (Джорджія), США          | Тверде    | Фудзівара Ріка      | Алісія Молік Бріанн Стюарт           | 7–5, 6–3         |
| Поразка   | 15.  | 10 червня 2001    | Гілтон-Гед, США                        | Тверде    | Чхой Йон Ча         | Крісті Блумберґ Карін Міллер         | 4–6, 6–7(1)      |
| Перемога  | 16.  | 17 червня 2001    | Маунт-Плезант (Південна Кароліна), США | Тверде    | Чхой Йон Ча         | Джейн Чі Людмила Скавронська         | 6–7(2), 6–2, 6–2 |
| Перемога  | 17.  | 24 червня 2001    | Істон, США                             | Тверде    | Чхой Йон Ча         | Крісті Блумберґ Карін Міллер         | 6-1, 6-1         |
| Поразка   | 18.  | 18 листопада 2001 | Порт-Пірі, Австралія                   | Тверде    | Кім Ин Ха           | Ліза Макші Труді Мусгрейв            | 5–7, 4–6         |
| Поразка   | 19.  | 3 грудня 2001     | Нонтхабурі (провінція), Таїланд        | Тверде    | Маніша Малхотра     | Івана Абрамович Kim Jin-hee          | 1–6, 5–7         |
| Перемога  | 20.  | 8 червня 2003     | Сеул, Південна Корея                   | Тверде    | Хісамацу Сіхо       | Ху Чін-Бі Томоко Йонемура            | 6–3, 6–1         |
| Перемога  | 21.  | 19 жовтня 2003    | Хайбара, Японія                        | Килим     | Хісамацу Сіхо       | Томоко Йонемура Такасе Аямі          | 6–2, 5–7, 6–3    |
| Поразка   | 22.  | 2 листопада 2003  | Пекін, КНР                             | Тверде    | Окамото Сейко       | Ян Шуцзін Юй Їн                      | 4-6, 2-6         |
| Перемога  | 23.  | 2 травня 2004     | Ґіфу, Японія                           | Килим     | Чо Юн Чон           | Чжуан Цзяжун Вінне Пракуся           | 7–6(4), 6–2      |
| Перемога  | 24.  | 10 травня 2004    | Каруїдзава, Японія                     | Килим     | Фудзівара Ріка      | Рьоко Фуда Окамото Сейко             | 6–2, 2–6, 7–6(1) |
| Перемога  | 25.  | 14 серпня 2005    | Усі, КНР                               | Тверде    | Вінне Пракуся       | Кейсі Деллаква Софі Фергюсон         | 6–2, 7–6(6)      |
| Поразка   | 26.  | 25 вересня 2005   | Ібаракі, Японія                        | Тверде    | Такасе Аямі         | Такемура Рьоко Томоко Йонемура       | 2-6, 4-6         |